# Aerossol

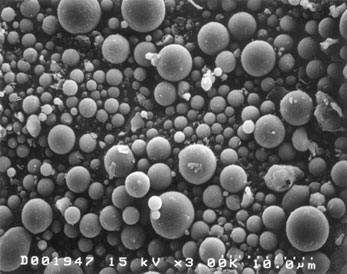
Fotomicrografia realizada com um microscópio eletrónico de varrimento: partículas de cinzas volantes ampliadas 2,000x. A maioria das partículas de aerossol são quase esféricas.

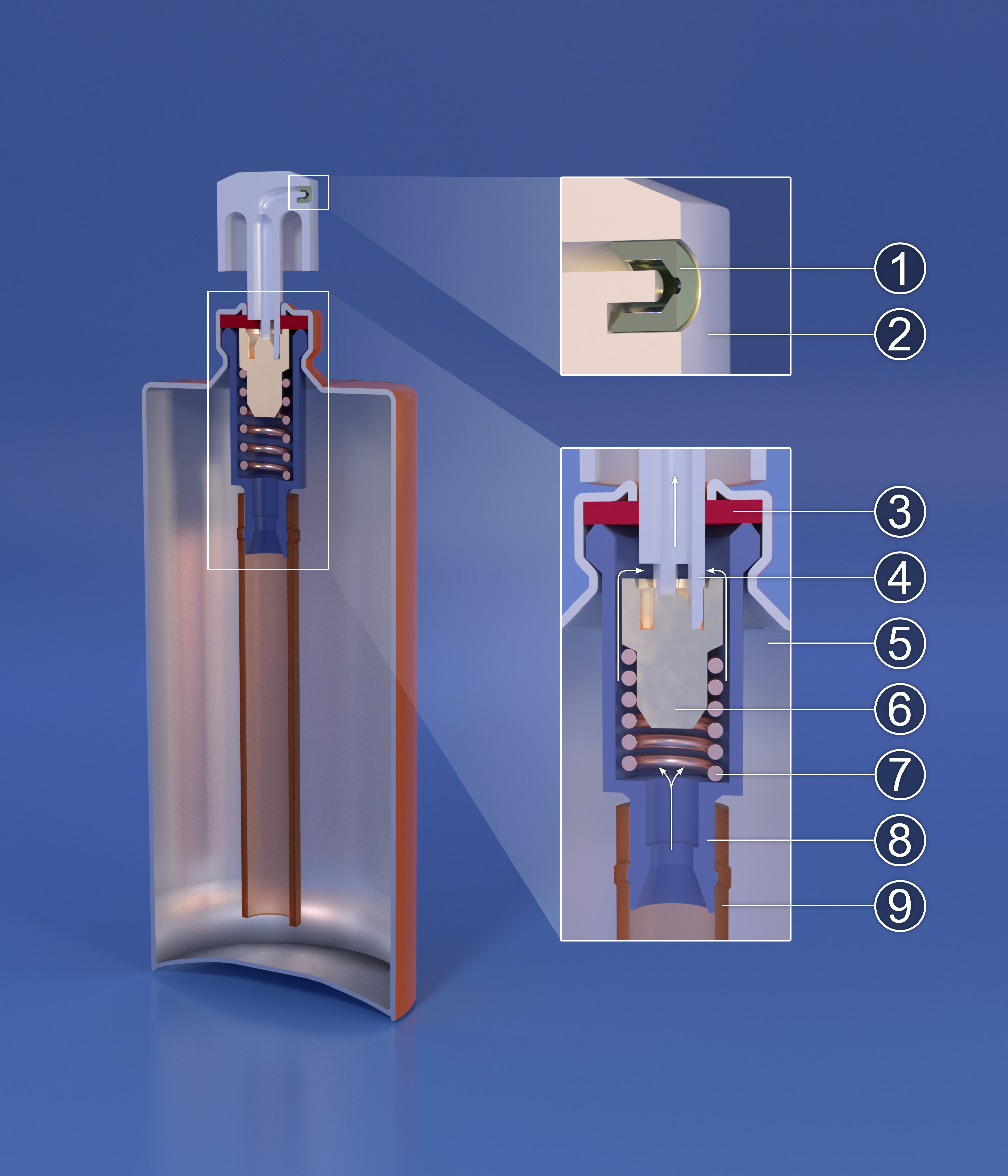
Frasco aerossol em corte, permitindo a visualização dos mecanismos de seu funcionamento.

Aerossol caracteriza-se pela suspensão de partículas finíssimas sólidas ou líquidas num gás. Os aerossóis tanto podem ter origem natural como artificial. As nuvens e a contaminação do ar, tais como o smog e fumaça, são exemplos de aerossóis. Se o gás contiver uma suspensão de matérias sólidas este designa-se de fumo e se contiver uma suspensão de matérias líquidas designa-se de névoa. Em 1929, fora registada uma patente pelo inventor e engenheiro norueguês Erik Rotheim que especificava a utilização de recipientes de pressão incorporados a uma válvula que serviria para espalhar um produto em forma de vapor, o qual se denominaria de nebulizador. Os aerossóis têm variadas aplicações tecnológicas, em spray, dispersão de pesticidas, tratamento médico de doenças respiratórias e tecnologias de combustão, entre outras. A ciência dos aerossóis abrange uma ampla gama de campos, tais como a produção de aerossóis, a aplicação tecnológica destes e os seus efeitos sobre o meio ambiente e seres que nele habitam.